# Sabacon satoikioi
Espèce
Sabacon satoikioi est une espèce d'opilions dyspnois de la famille des Sabaconidae.

## Distribution
Cette espèce est endémique de Shikoku au Japon. Elle se rencontre dans la préfecture d'Ehime dans les monts Saraga-Miné.

## Description
Le mâle décrit par Suzuki en 1974 mesure 3,5 mm et la femelle 4,5 mm.

## Systématique et taxinomie
Cette espèce a été décrite par Miyoshi en 1942.

## Étymologie
Cette espèce est nommée en l'honneur d'Ikio Satō.

## Publication originale
- Miyoshi, 1942 : « Eine neue (zweite) Art von Sabacon aus Nippon. » Acta Arachnologica, vol. 7, no 2, p. 49–53.